# Бурдяк Віра Іванівна
Ві́ра Іва́нівна Бурдя́к (* 18 липня 1947, с-ще Липовець, Липовецький район, Вінницька область) — український історик, професор кафедри політології і державного управління Чернівецького національного університету, доктор політичних наук (2004). Досліджує особливості п'ятого розширення Європейського Союзу, специфіку розвитку європейської інтеграції Болгарії.

## Біографія
Бурдяк Віра Іванівна народилася 18 липня 1947 р., у м. Липовець Вінницької обл. У 1969 році закінчила історичний факультет Чернівецького державного університету за спеціальністю «історик і викладач суспільних дисциплін».
У 1969–1974 роках була науковим та старшим науковим працівником Чернівецького обласного краєзнавчого музею. Від 1974 року працювала в Чернівецькому державному університеті методистом факультету підвищення кваліфікації викладачів суспільних дисциплін технікумів. Протягом 1976–1980 років заочно навчалася в аспірантурі.
У 1982 році захистила кандидатську дисертацію «Розвиток соціалістичного змагання колективів промислових підприємств у роки дев'ятої п'ятирічки (на матеріалах західних областей України)». З 1987 року — доцент кафедри наукового комунізму. У 1997 році з відзнакою закінчила юридичний факультет ЧНУ (заочно) за спеціальністю «Правознавство».
Докторська дисертація: «Політичні трансформаційні процеси в Болгарії у посткомуністичний період» (2004, науковий консультант — професор Ю. І. Макар).

## Список публікацій
1. Бурдяк В. І. Республіка Болгарія на зламі епох: політична трансформація суспільства. — Монографія. — Чернівці: Рута, 2004. — 520 с.
2. Бурдяк В. І., Ротар Н. Ю. Політична культура країн Європи у контексті інтеграційних процесів. Монографія. — Чернівці: Рута, 2004. — 328 с.
3. Бурдяк В. І. Внутрішньополітичні орієнтації населення // Курс України на інтеграцію до Європейського Союзу: регіональні виміри громадської підтримки. Наукове видання. — Чернівці: Прут, 2002. — С. 35-57.
4. Бурдяк В. І. Розвиток нових демократій у Східно-Європейському регіоні в 90-х рр. ХХ ст. (на прикладі Болгарії) // Регіони Східної Європи: інтеграційні очікування та конфронтаційні небезпеки. — Матеріали Міжнародної конференції, Чернівці, 18-19 вересня 2000. — Чернівці: БУКРЕК, 2000. — С. 96-109.
5. Бурдяк В. І. Соціальна політика Болгарії в 90-х рр. і глобальні світові економічні інституції // Стратегія економічного розвитку в умовах глобалізації. — Матеріали ХІ міжнародної науково-практичної конференції у двох томах. Т.І — Чернівці, 2000. — С.176-184.
6. Бурдяк В. І. Загальне і особливе в причинах і змісті процесів суспільної трансформації країн Східної Європи // Питання історії нового та новітнього часу: Збірник наукових статей. Випуск 7. — Чернівці: ЧДУ, 2000. — С. 289 −304.
7. Бурдяк В. І. Нова еліта в політичному процесі посткомуністичної Болгарії // Науковий вісник Волинського державного університету ім. Лесі Українки. Історичні науки, 2000. — № 5. — Луцьк: вид-во «Вежа», 2001. — С.221-225.
8. Бурдяк В. І. НАТО і Болгарія: реалії та перспективи взаємозв'язку // Проблеми прикордонних регіонів у контексті розширення НАТО: Матеріали науково-практичного семінару, Чернівці, 9 листопада 2000 р. — Чернівці: БУКРЕК, 2001. — С.49-58.
9. Бурдяк В. І. Болгарський шлях у Європу: реалії та перспективи пошуку місця в сучасному світі // Наукові записки Вінницького державного педагогічного університету ім. Михайла Коцюбинського. Вип. ІІІ. Серія: Історія: Збірник наукових праць. — Вінниця, 2001. — С.187-193.
10. Бурдяк В. І. Сучасна Європа і Болгарія: зовнішьополітичний вибір країни // Матеріали ІУ Буковинської Міжнародної історико-краєзнавчої конференції присвяченої 125-річчю заснування Чернівецького національного університету ім. Юрія Федьковича, 5 жовтня 2000 р., Чернівці. — Чернівці: Золоті литаври, 2001. — С. 253–257.
11. Бурдяк В. І. Болгарія на шляху до Європейського Союзу: бажання і перспективи // Вісник Прикарпатського університету. Історія. Вип. ІУ-У. — Івано-Франківськ: Плай, 2001. — С.132-141.